# Merkanooka
Merkanooka is een plaats in de regio Mid West in West-Australië. Het maakt deel uit van het lokale bestuursgebied (LGA) Shire of Morawa, een landbouwdistrict met Morawa als hoofdplaats.
Merkanooka ligt 369 kilometer ten noorden van de West-Australische hoofdstad Perth, 143 kilometer ten zuidoosten van Geraldton en 20 kilometer ten westen van Morawa. De streek kent een warm steppeklimaat, BSh volgens de klimaatclassificatie van Köppen. In 2021 telde Merkanooka 57 inwoners.